# تعلقه کنگری
تعلقه کنگری (به انگلیسی: Kingri Taluka) یک تعلقه یا تحصیل در پاکستان است که در ایالت سند واقع شده‌است.